# Le Compagnon
Le Compagnon (titre original : Alvin Journeyman) est un roman de fantasy écrit par Orson Scott Card et publié en 1995.
Ce roman fait partie des chroniques d'Alvin le Faiseur et fait suite à L'Apprenti.

## Éditions
- Alvin Journeyman, Tor Books, septembre 1995, 381 p.  (ISBN 0-312-85053-0)
- Le Compagnon, L'Atalante, coll. « La Dentelle du cygne », septembre 1996, trad. Patrick Couton, 496 p.  (ISBN 2-84172-037-3)
- Le Compagnon, Gallimard, coll. « Folio SF » no 141, mai 2003, trad. Patrick Couton, 576 p.  (ISBN 2-07-042703-X)

## Distinction
Le roman a reçu le prix Locus du meilleur roman de fantasy 1996.

## Les Chroniques d'Alvin le Faiseur
- Le Septième Fils
- Le Prophète rouge
- L'Apprenti
- Le Compagnon
- Flammes de vie
- La Cité de cristal
- Master Alvin